# فيليب دي بروكا
فيليب دي بروكا (بالفرنسية: Philippe de Broca) (و. 1933 – 2004 م) هو مخرج أفلام، وكاتب سيناريو فرنسي، ولد في الدائرة الثانية عشرة في باريس، توفي في نويي-سور-سين، عن عمر يناهز 71 عاماً، بسبب سرطان.

## التعليم
تعلم في كلية لويس لوميير.

## جوائز وترشيحات
حصل على جوائز منها:
جوائز
- وسام جوقة الشرف

ترشيحات
- جائزة الأوسكار لأفضل كتابة
- جائزة سيزار لأفضل فيلم (1998)
- جائزة الأكاديمية البريطانية للأفلام لأفضل فيلم بلغة غير الإنجليزية [الإنجليزية]‏ (1999)

ترشح لـ:
- جائزة الأكاديمية البريطانية للأفلام لأفضل فيلم بلغة غير الإنجليزية [الإنجليزية]‏، عن عمل: On Guard (1997 film) [الإنجليزية]‏ (1999)
- جائزة سيزار لأفضل فيلم، عن عمل: On Guard (1997 film) [الإنجليزية]‏ (1998)
- جائزة الأوسكار لأفضل كتابة "سيناريو أصلي"، عن عمل: That Man from Rio [الإنجليزية]‏.

## وصلات خارجية
- فيليب دي بروكا على موقع IMDb (الإنجليزية)
- فيليب دي بروكا على موقع الموسوعة البريطانية (الإنجليزية)
- فيليب دي بروكا على موقع روتن توميتوز (الإنجليزية)
- فيليب دي بروكا على موقع مونزينجر (الألمانية)
- فيليب دي بروكا على موقع ألو سيني (الفرنسية)
- فيليب دي بروكا على موقع تيرنر كلاسيك موفيز (الإنجليزية)
- فيليب دي بروكا على موقع أول موفي (الإنجليزية)
- فيليب دي بروكا على موقع قاعدة بيانات برودواي على الإنترنت (الإنجليزية)
- فيليب دي بروكا على موقع قاعدة بيانات الأفلام السويدية (السويدية)
- فيليب دي بروكا على موقع إن إن دي بي (الإنجليزية)